# Берлінгтон (Коннектикут)
Берлінгтон (англ. Burlington) — місто (англ. town) в США, в окрузі Гартфорд штату Коннектикут. Населення — 9519 осіб (2020).

## Демографія
Згідно з переписом 2010 року, у місті мешкала 9301 особа в 3291 домогосподарстві у складі 2683 родин. Було 3389 помешкань
Расовий склад населення:
| - 96,5 % — білих - 1,5 % — азіатів - 0,6 % — чорних або афроамериканців |

До двох чи більше рас належало 0,9 %. Частка іспаномовних становила 2,6 % від усіх жителів.
За віковим діапазоном населення розподілялося таким чином: 27,2 % — особи молодші 18 років, 62,5 % — особи у віці 18—64 років, 10,3 % — особи у віці 65 років та старші. Медіана віку мешканця становила 42,4 року. На 100 осіб жіночої статі у місті припадало 102,2 чоловіків;  на 100 жінок у віці від 18 років та старших — 98,2 чоловіків також старших 18 років.
Середній дохід на одне домашнє господарство  становив 143 980 доларів США (медіана — 121 635), а середній дохід на одну сім'ю — 159 050 доларів (медіана — 134 214). Медіана доходів становила 91 861 долар для чоловіків та 64 814 долари для жінок. За межею бідності перебувало 2,3 % осіб, у тому числі 1,5 % дітей у віці до 18 років та 3,1 % осіб у віці 65 років та старших.
Цивільне працевлаштоване населення становило 5022 особи. Основні галузі зайнятості: освіта, охорона здоров'я та соціальна допомога — 27,8 %, виробництво — 12,6 %, фінанси, страхування та нерухомість — 10,4 %, роздрібна торгівля — 9,7 %.